# Trępnowy
Trępnowy est une localité polonaise de la gmina mixte de Nowy Staw située dans le powiat de Malbork en voïvodie de Poméranie. Elle se trouve à environ 12 km au nord de Malbork et à 36 km au sud-est de la capitale régionale Gdańsk.

## Géographie

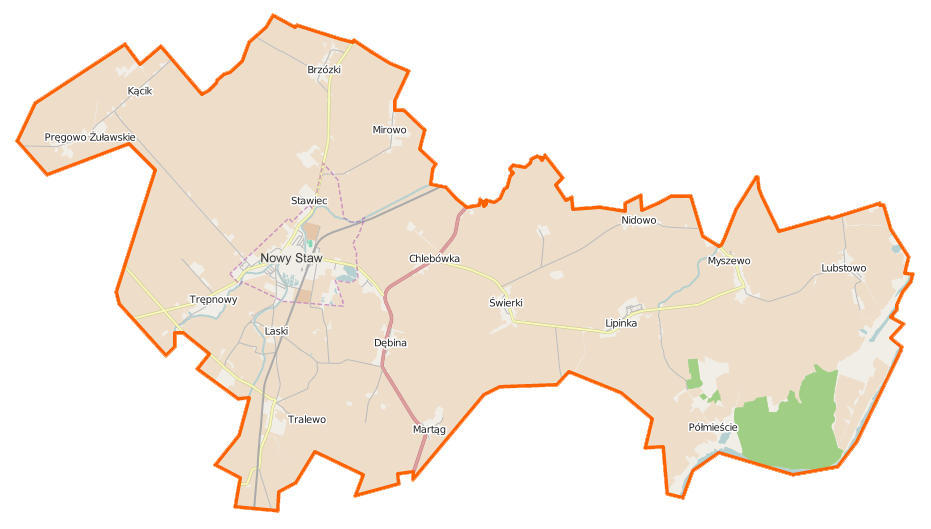
Carte de la gmina de Nowy Staw.